# スウェーデン国立美術館

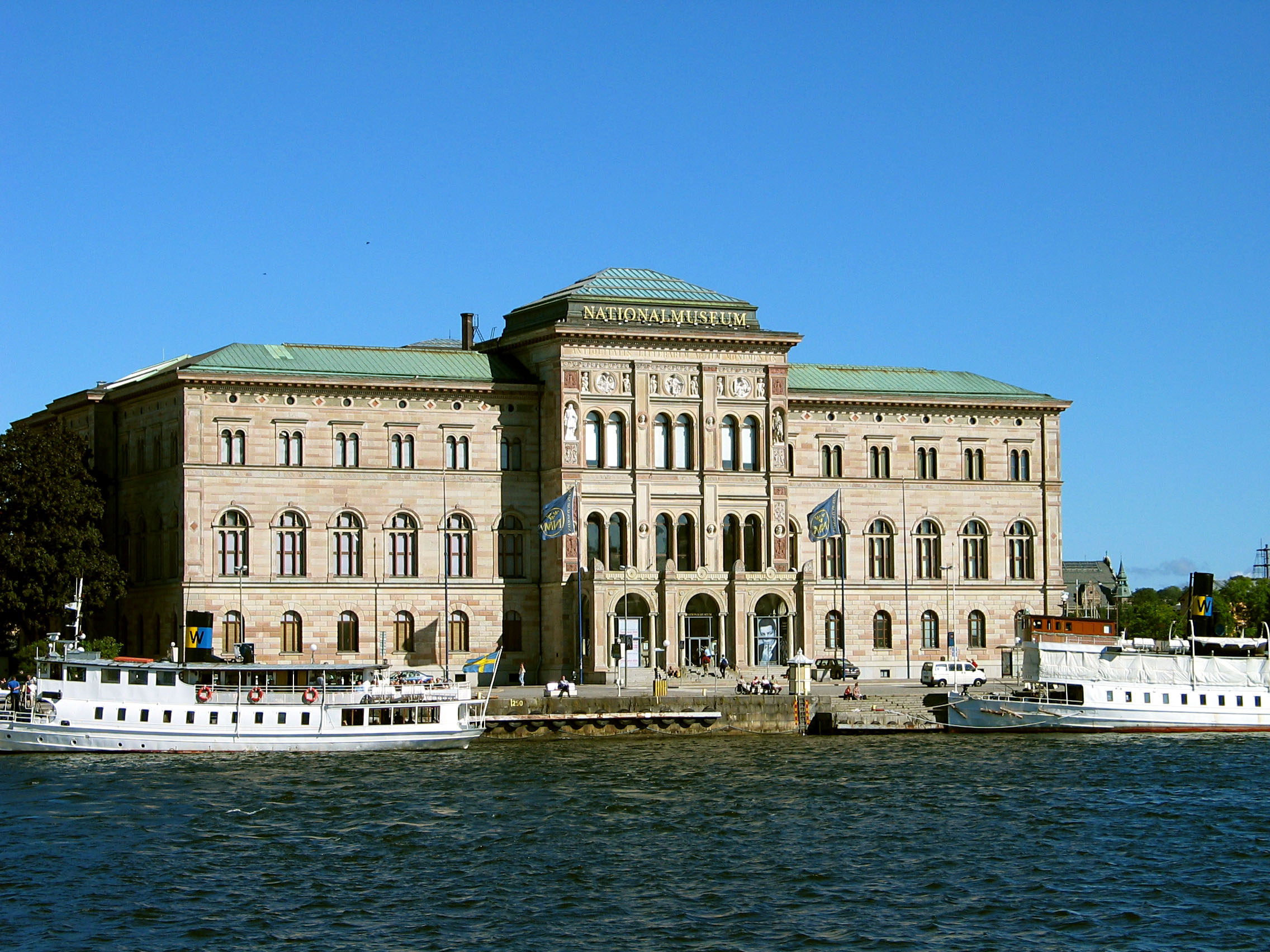
スウェーデン国立美術館 - 王宮側から撮影。手前はノール運河。

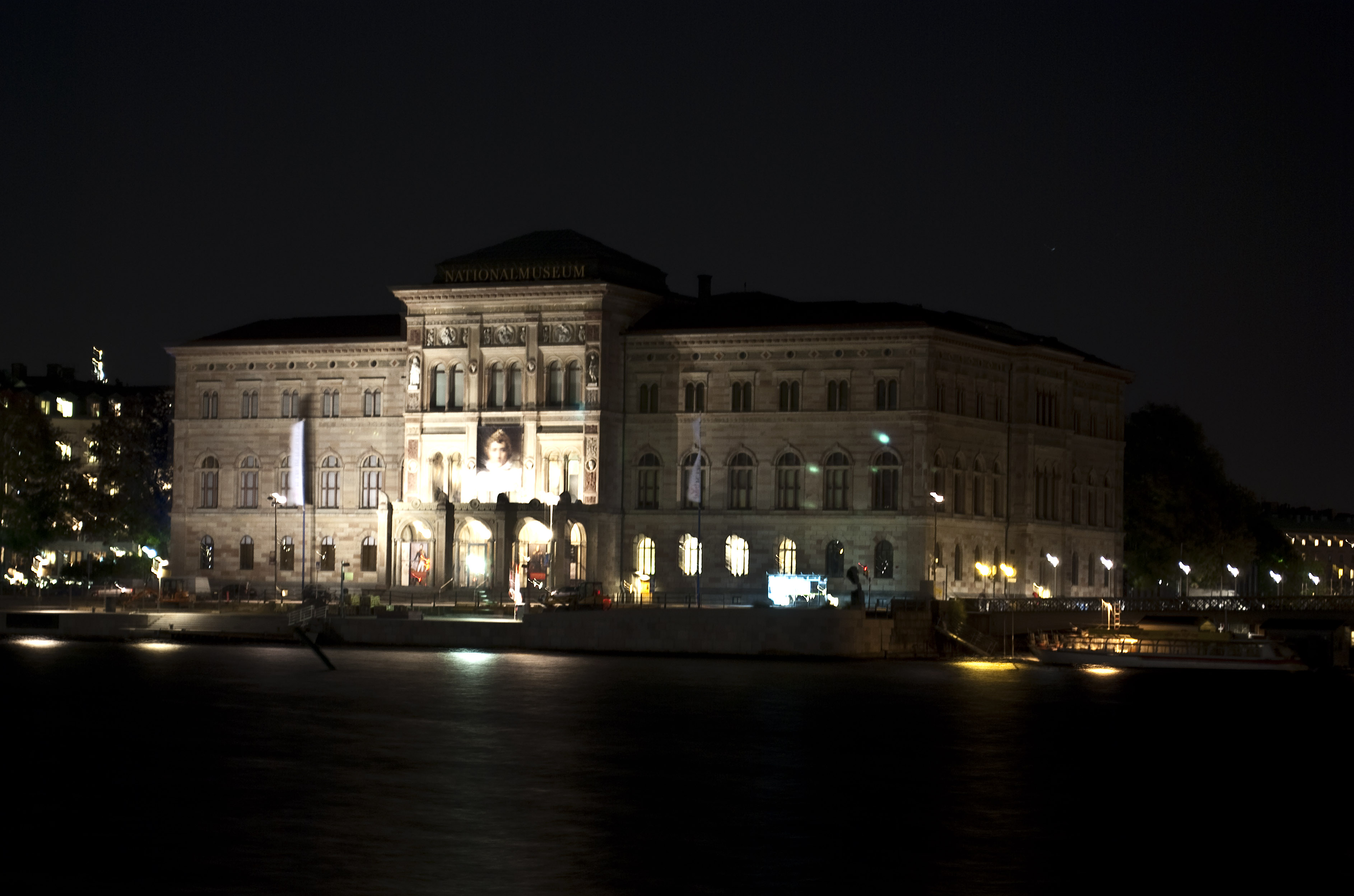
国立美術館は夜にはライトアップされる

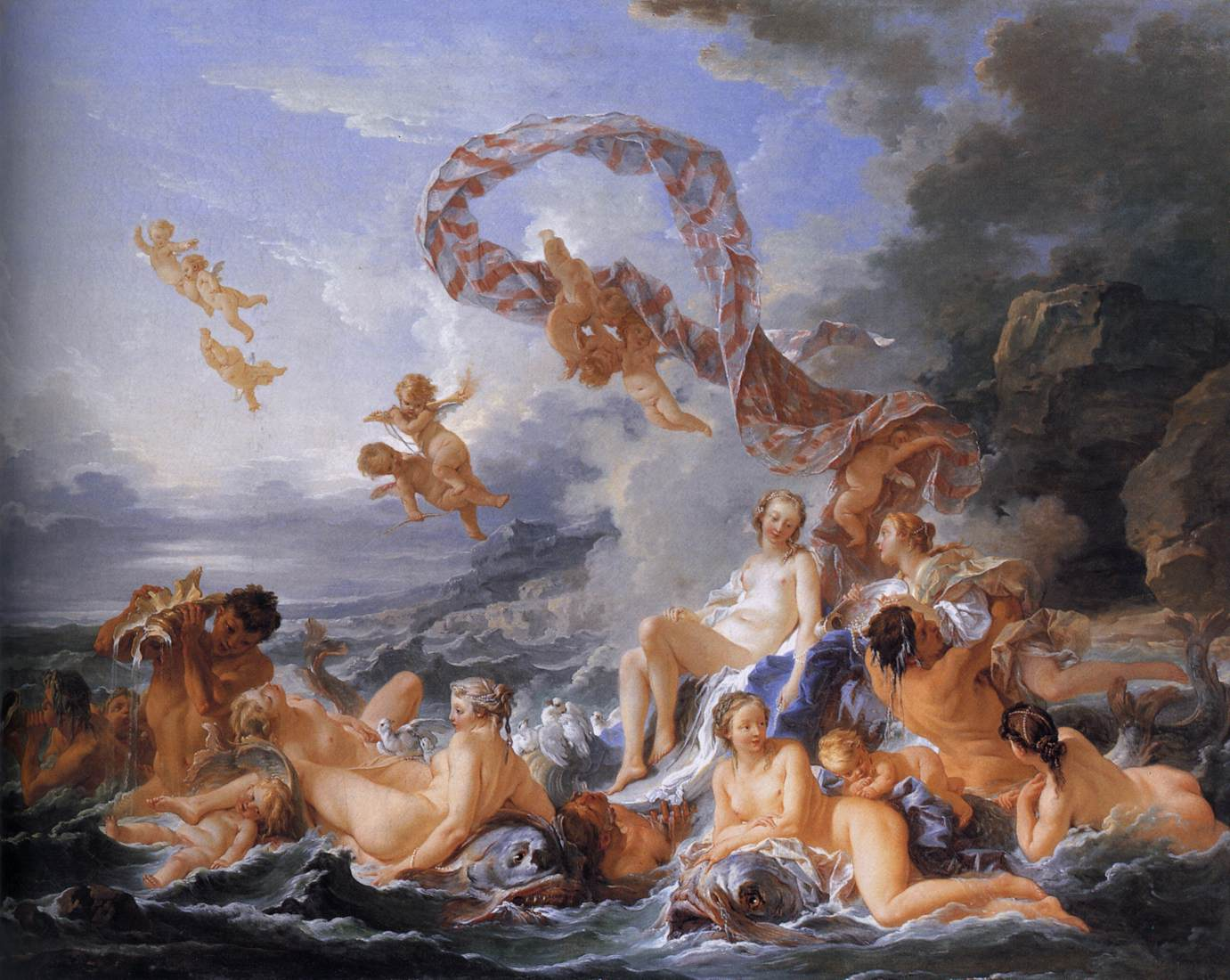
国立美術館3階に展示されている、フランスの画家フランソワ・ブーシェによる『ヴィーナスの凱旋』。テッシンがブーシェに制作を依頼し1,600リーブルで買い上げた。この作品をきっかけにテッシンは一時期ブーシェのパトロンとなった。

スウェーデンの国立美術館（こくりつびじゅつかん、Nationalmuseum）は、首都ストックホルムにある。スウェーデン王家が収集した美術品が展示物の基礎をなしており、17世紀のオランダ絵画、18世紀のフランス絵画を中核としつつ、17世紀以降のスウェーデンの美術品、15世紀から現代までのヨーロッパの美術品を数多く展示している。

## 概要
16世紀の国王グスタフ1世が収集したルーカス・クラナッハらの作品が国立美術館の収集品の基礎となった。17世紀にはスウェーデンはドイツやデンマークに侵攻し、美術品を戦利品として持ち帰った。また、16世紀の女王クリスティーナや、17世紀の王アドルフ・フレドリクと王妃ロヴィーザ・ウルリカといったスウェーデン王家の人々が美術品を収集し、さらに18世紀には駐仏スウェーデン大使で伯爵のカール・グスタフ・テッシンがパリで絵画を積極的に入手しており、王家がそれらの一部を購入した。テッシンの死後、彼の収集品を国王グスタフ3世が購入した。国王自身もフィレンツェでイタリア美術を学ぶなど芸術への関心が深く、美術品を人々の共有財産としたいと考えていた。国王が亡くなってから2年後、王室の美術品が一般公開された。このようして美術館は1794年にKonglig Museum（王立美術館）として設立されたが、現在地の建物は1866年に開館した。Nationalmuseumの名が与えられたのは、この時であった。
美術館は、中世から1900年までのおよそ50万点のデッサンのほか、レンブラントやオランダの17世紀の作品の卓越したコレクション、そして磁器、絵画、彫刻、さらに現代美術のコレクションを保有する。また、美術館には、研究者だけでなく一般にも公開された美術図書館が付属する。
現在の建物は1844年から1866年にかけて造られたが、北イタリアのルネッサンス建築から影響を受けている。この建物は、ドイツの建築家で、ベルリンで新博物館を設計したフリードリッヒ・アウグスト・シュテューラーによって設計された。中央入口を除いて比較的閉じた外観は、最上階の展示室まで導く大きな一続きの階段によって特色づけられる、広々とした内部空間が存在する気配を示さない。美術館は美術館ワークショップに対応するために、1961年に拡張された。現在あるレストランは1996年に開業した。なおスウェーデン王家による美術館への援助は現在も続いている。

## 主な展示品

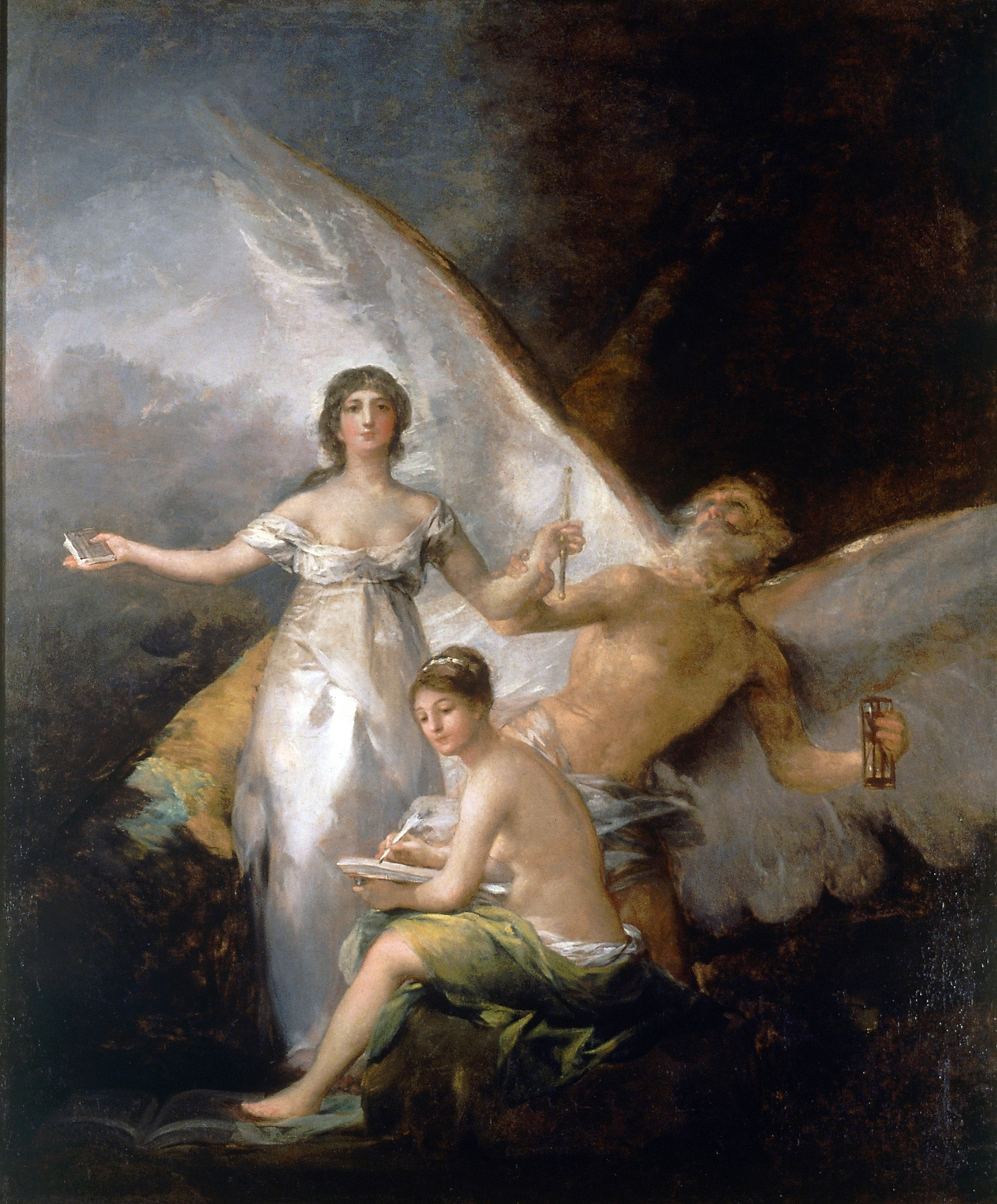
『真理、時間、歴史』[注釈 2], フランシスコ・デ・ゴヤ (1746 - 1828)
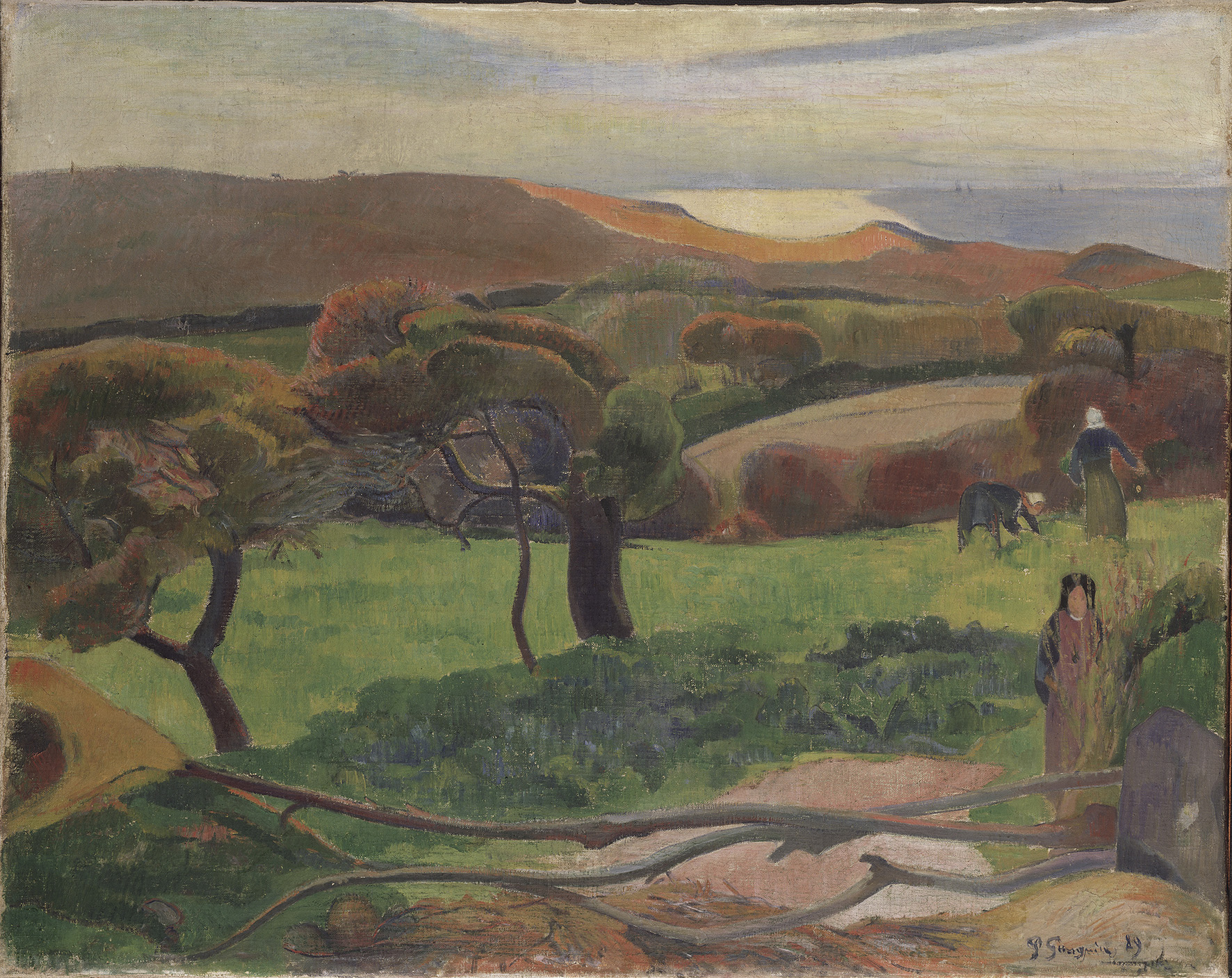
Landskap från Bretagne[注釈 3], ポール・ゴーギャン (1848-1903)
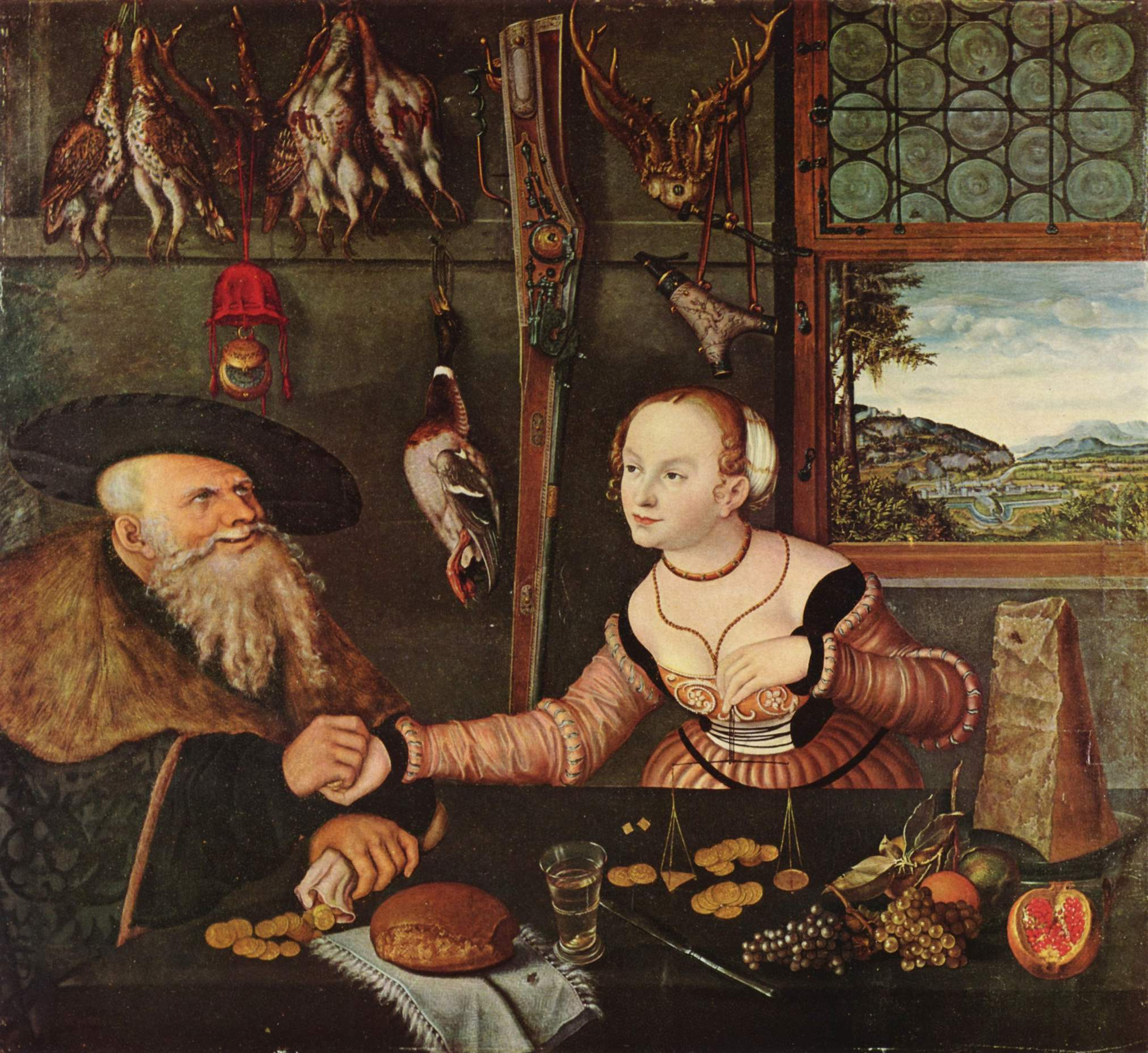
Det omaka paret eller betalningen[注釈 4] 1532, ルーカス・クラナッハ (1472-1553)
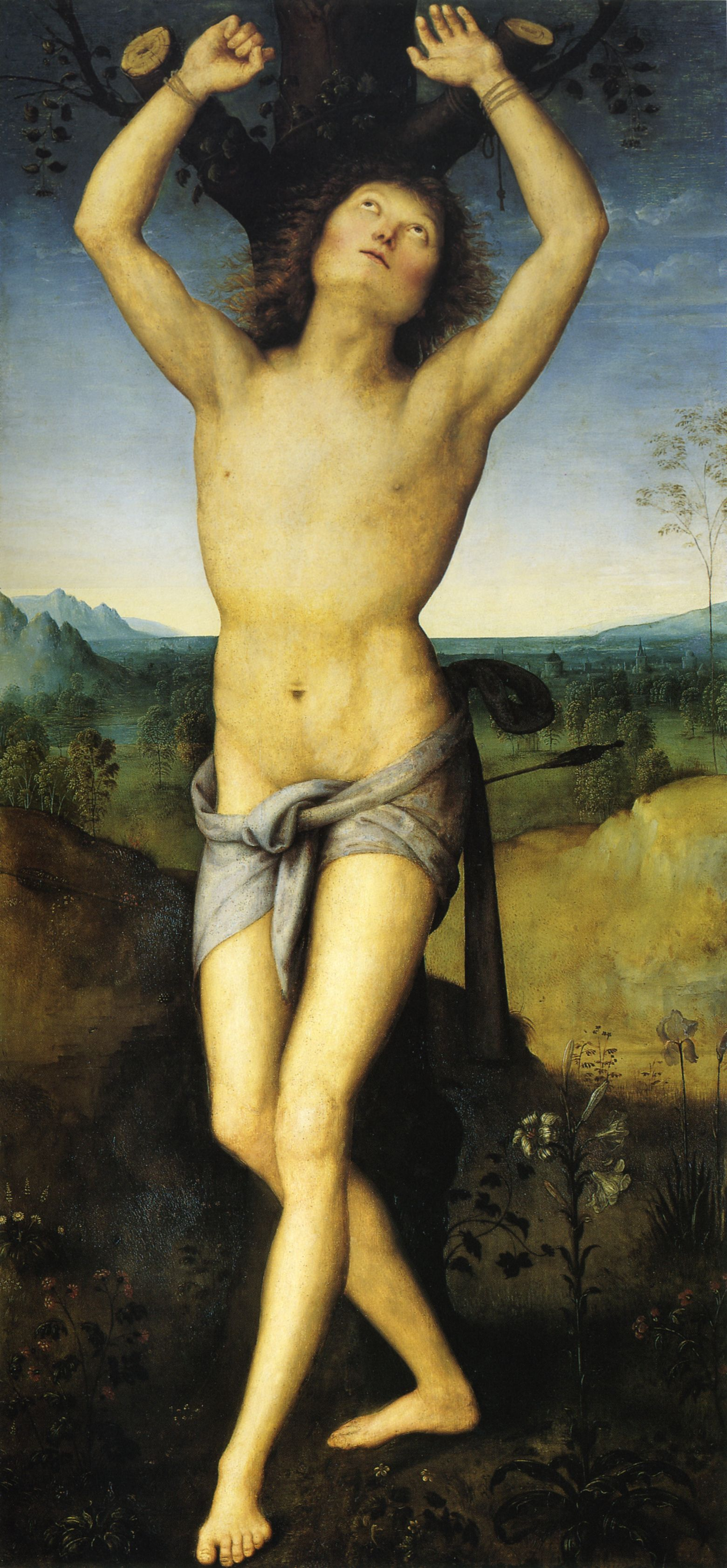
St Sebastian, ペルジーノ (1450-1523)
Apostlarna Petrus och Paulus[注釈 5] エル・グレコ (1541-1614)
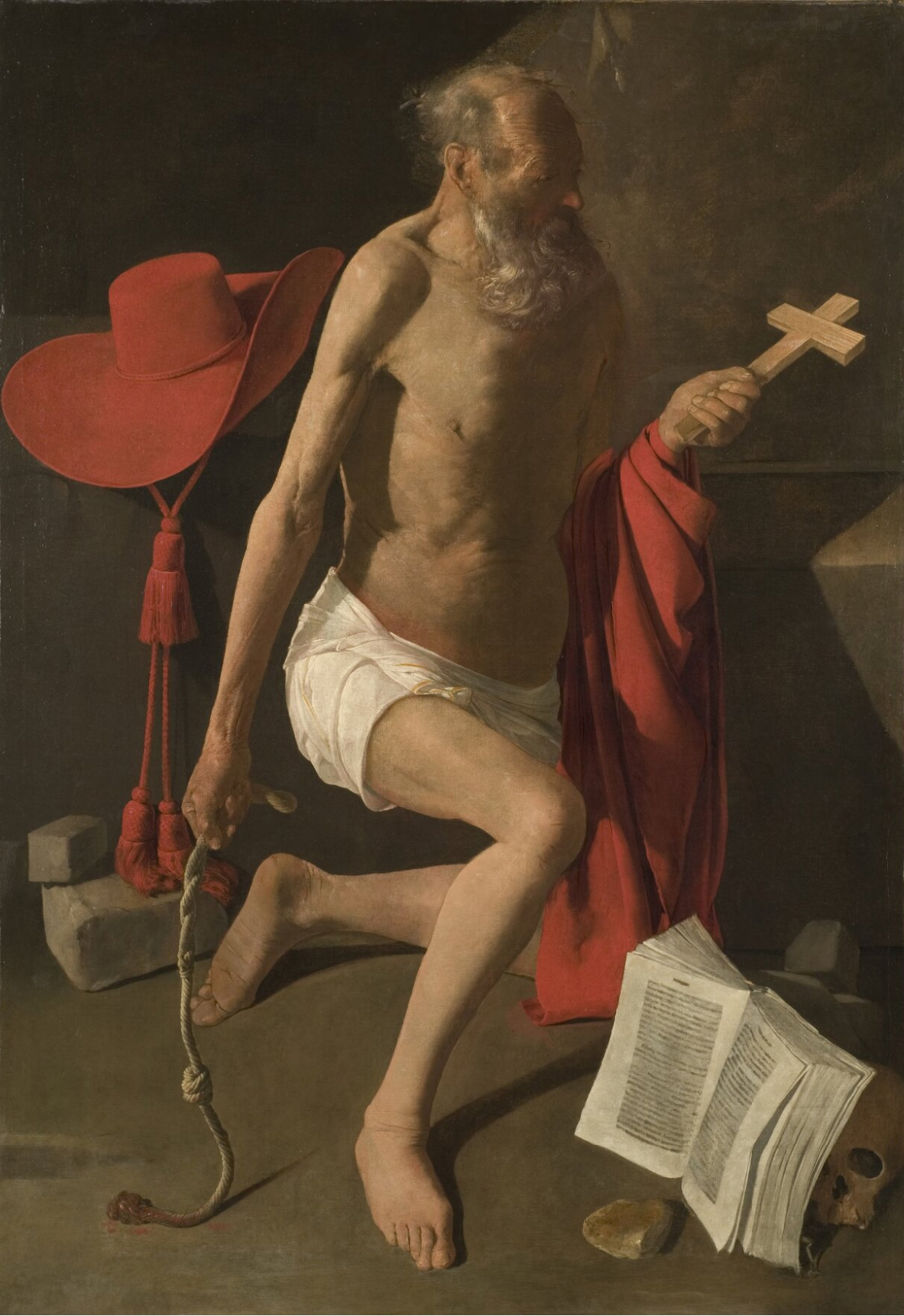
『悔悛する聖ヒエロニムス』、 ジョルジュ・ド・ラ・トゥール (1593-1653)
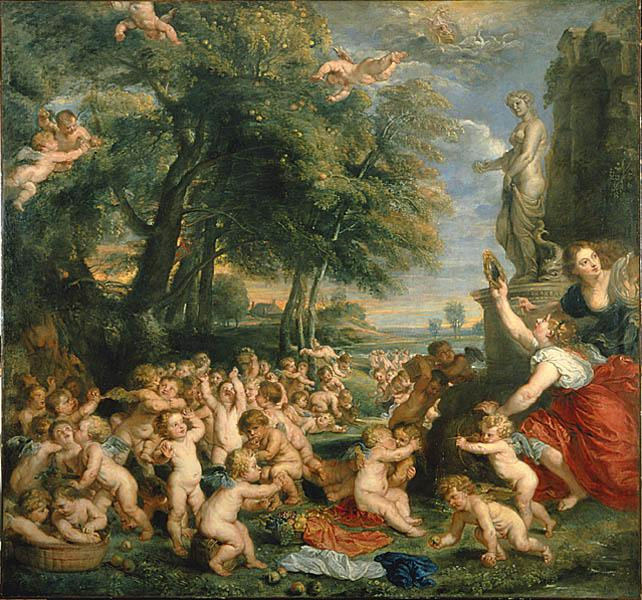
Offer till Venus, ピーテル・パウル・ルーベンス(1577-1640)
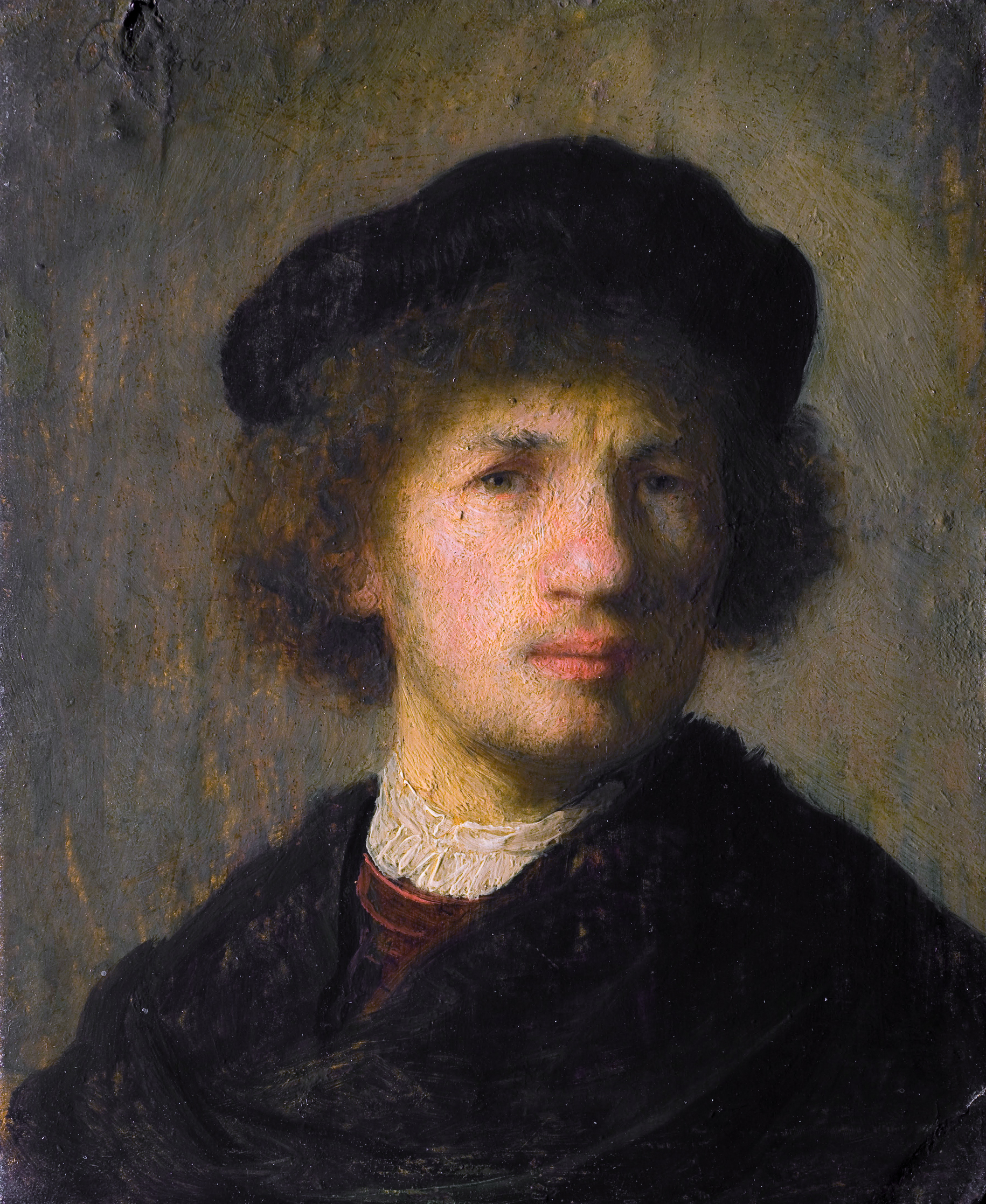
Självporträtt 1630, レンブラント・ファン・レイン (1606-1669)
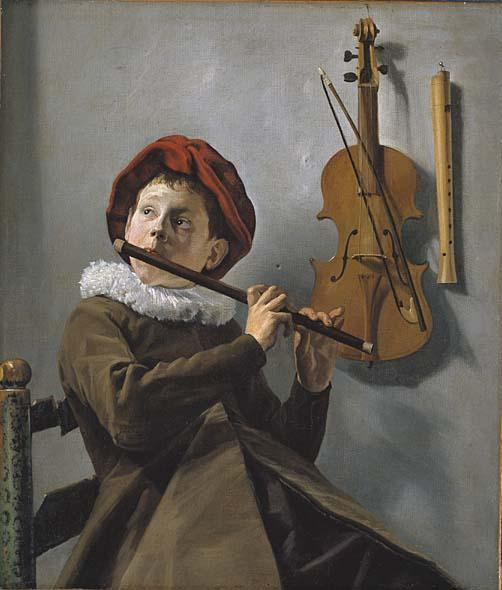
Gosse spelande flöjt 1630-tal, ユディト・レイステル (1609-1660)
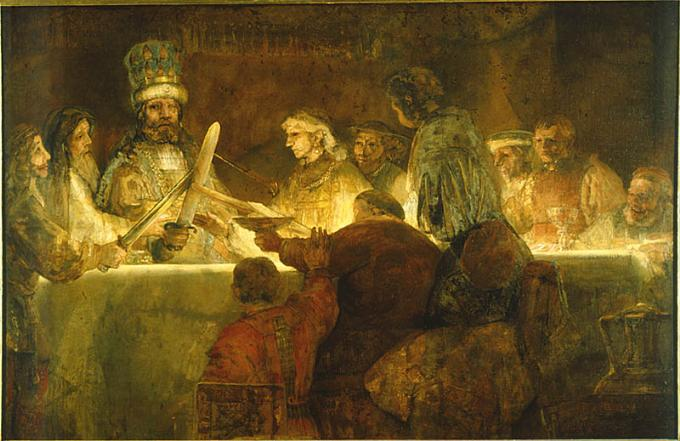
『クラウディウス・キウィリスの謀議』[注釈 6], レンブラント・ファン・レイン (1606-1669)
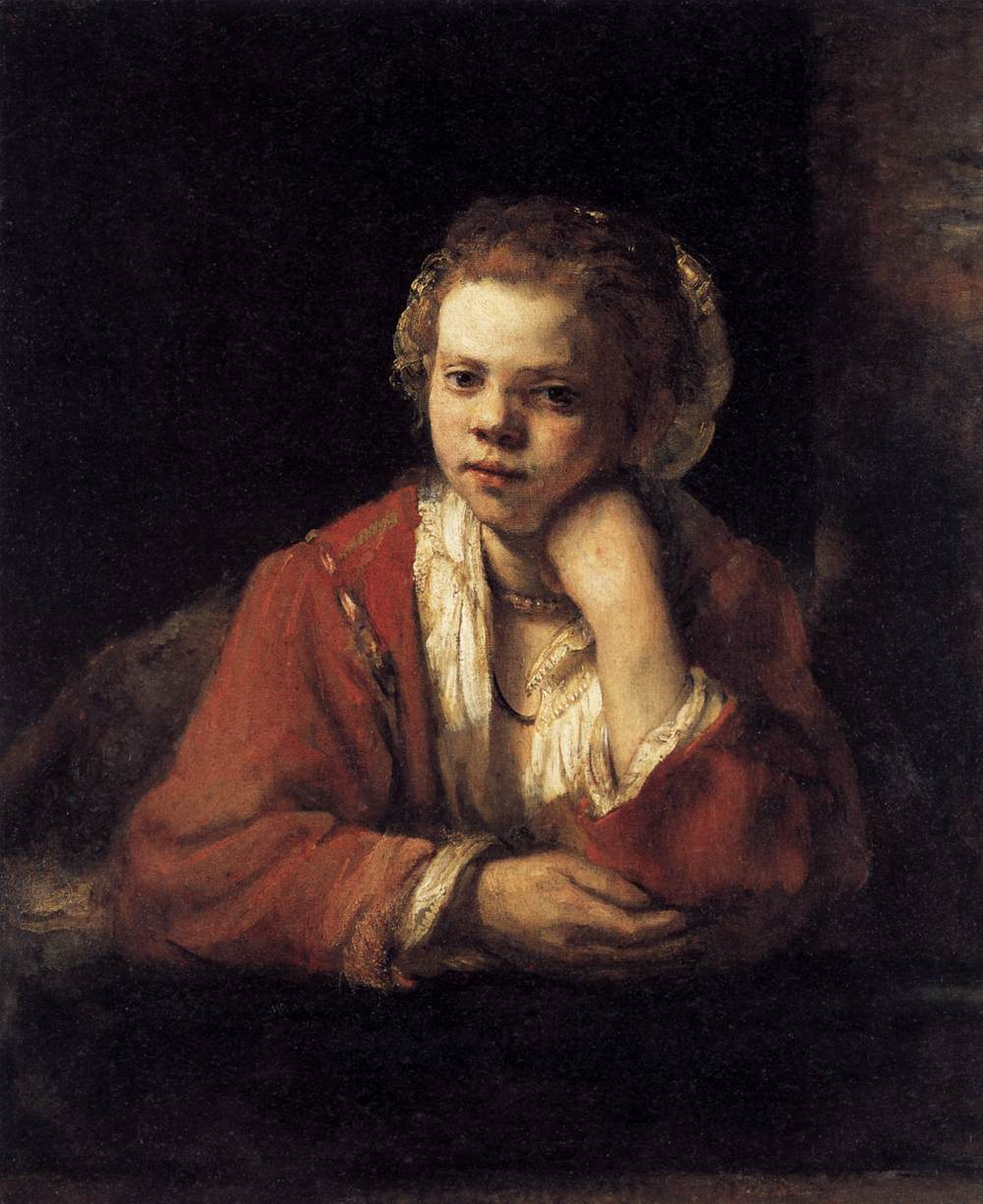
Kökspigan[注釈 7] 1651, レンブラント・ファン・レイン (1606-1669)
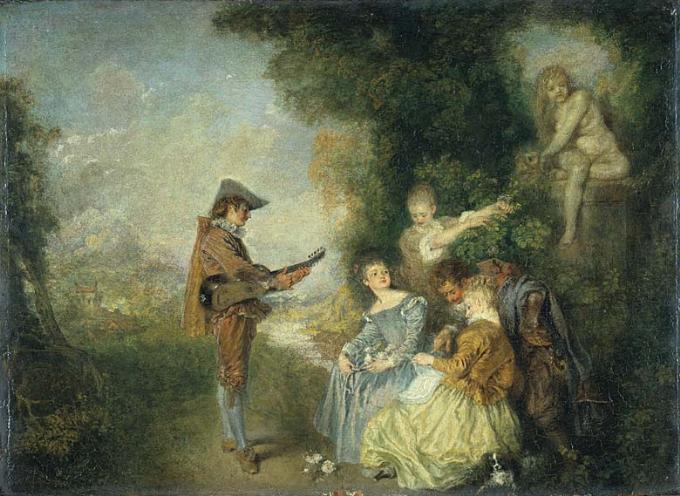
Kärlekslektionen[注釈 8], アントワーヌ・ヴァトー (1684-1721)
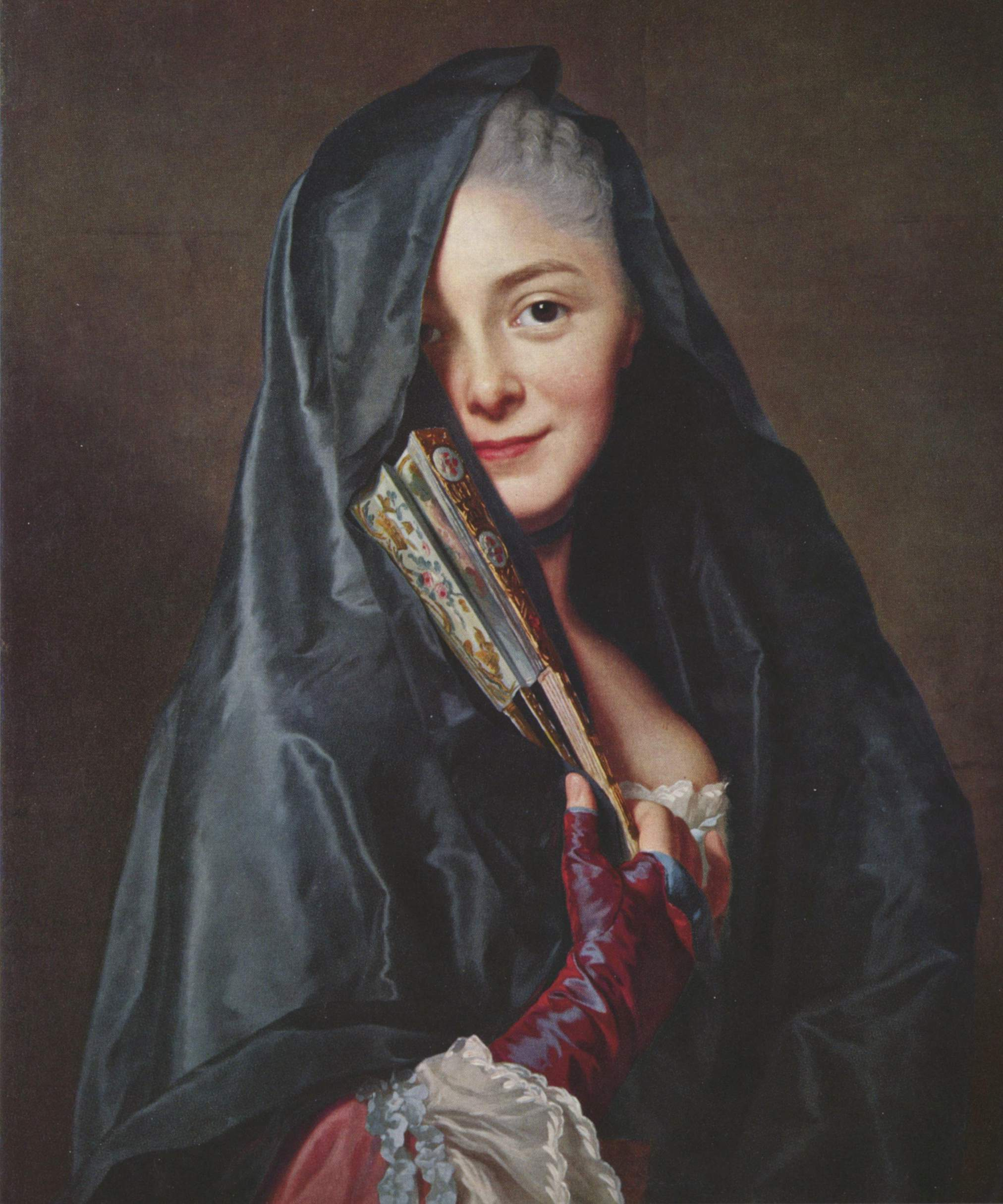
Damen med slöjan. Konstnärens maka Suzanne Roslin[注釈 9] 1768, アレクサンドル・ロスラン (1718-1793)
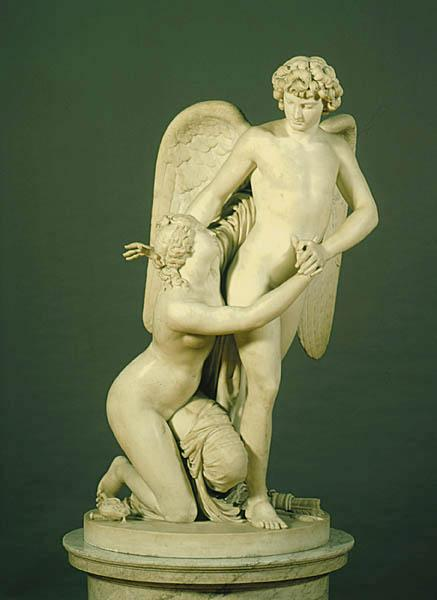
アモルとプシュケ, 1787, ユーハン・トービアス・セルゲル (1740-1814)
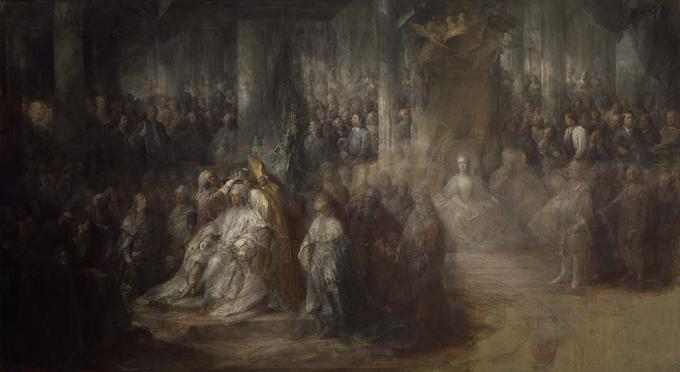
Gustav III:s kröning. Ofullbordad 1782-1793, カール・グスタフ・ピロ (1711 eller 1714-1793)
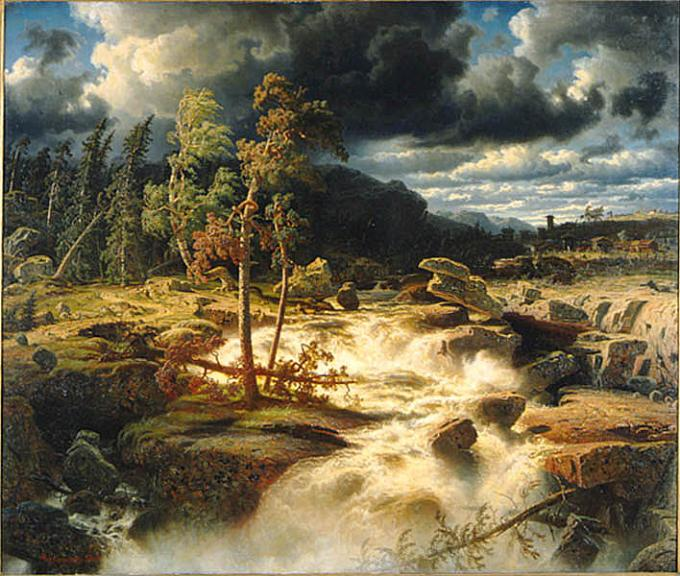
Vattenfall i småland 1856, マルクス・ラーション (1825-1864)
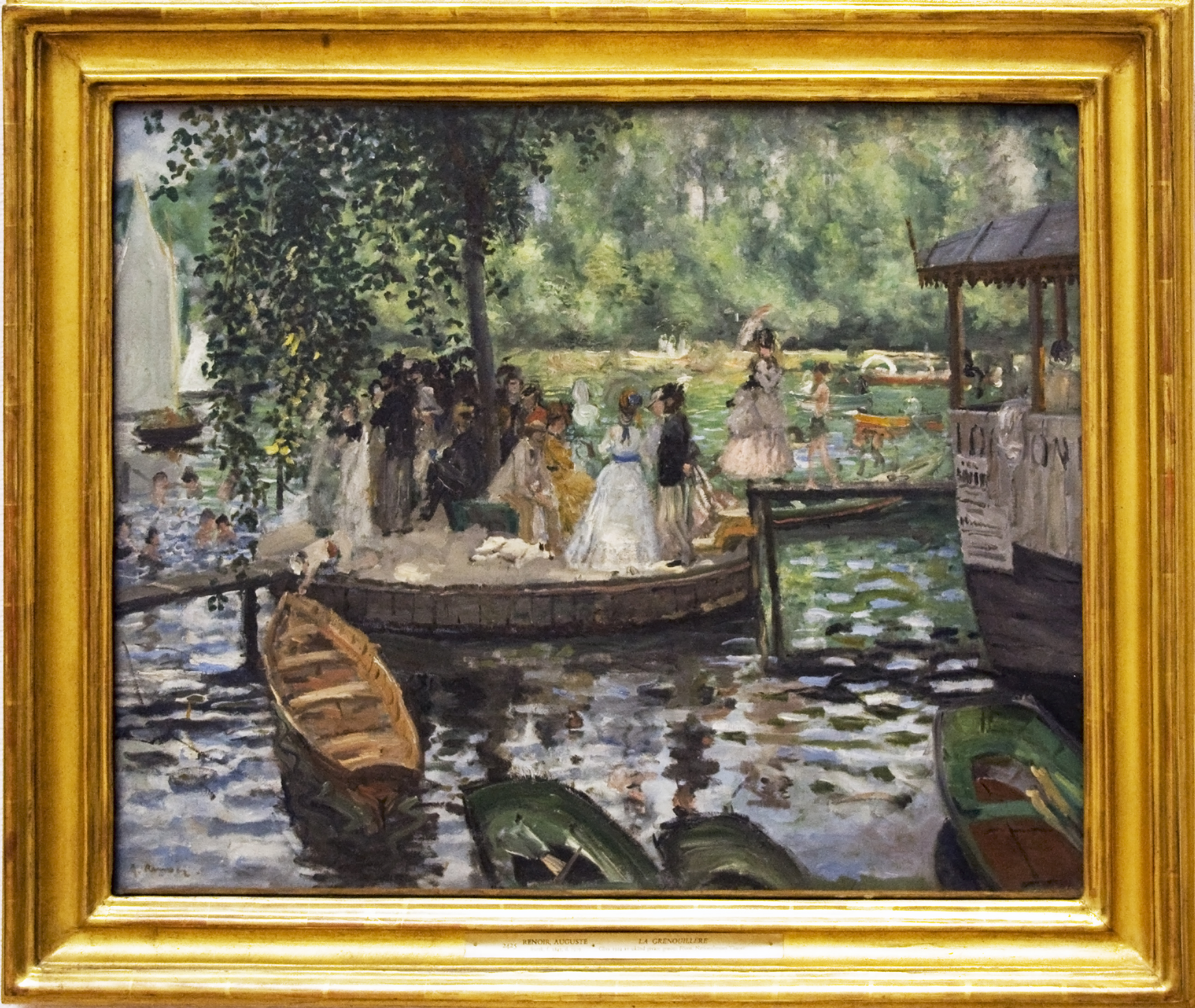
La Grenouillère[注釈 10] ルノワール (1841-1919)
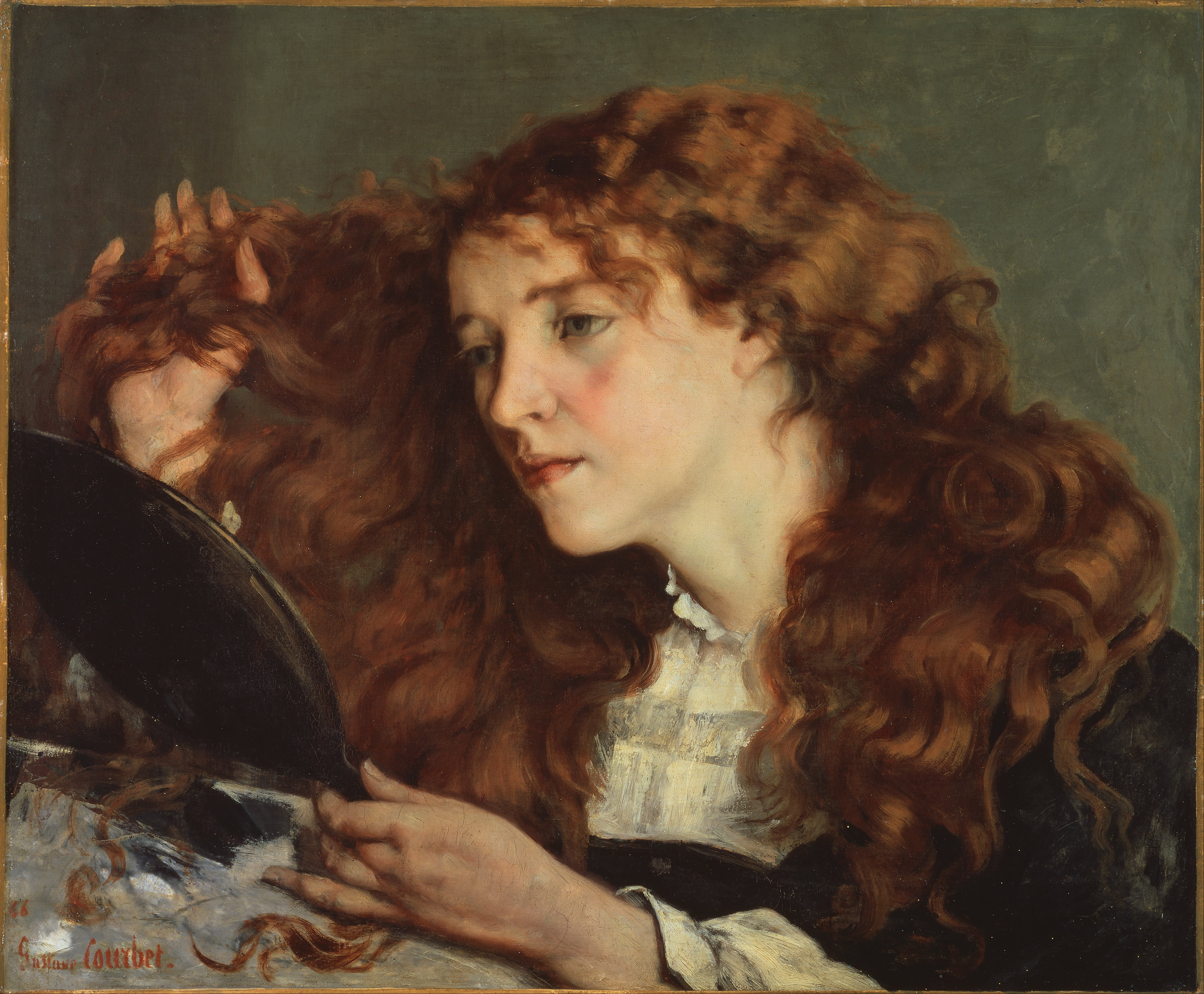
Jo, den vackra irländskan[注釈 11] 1866, ギュスターヴ・クールベ (1819-1877)
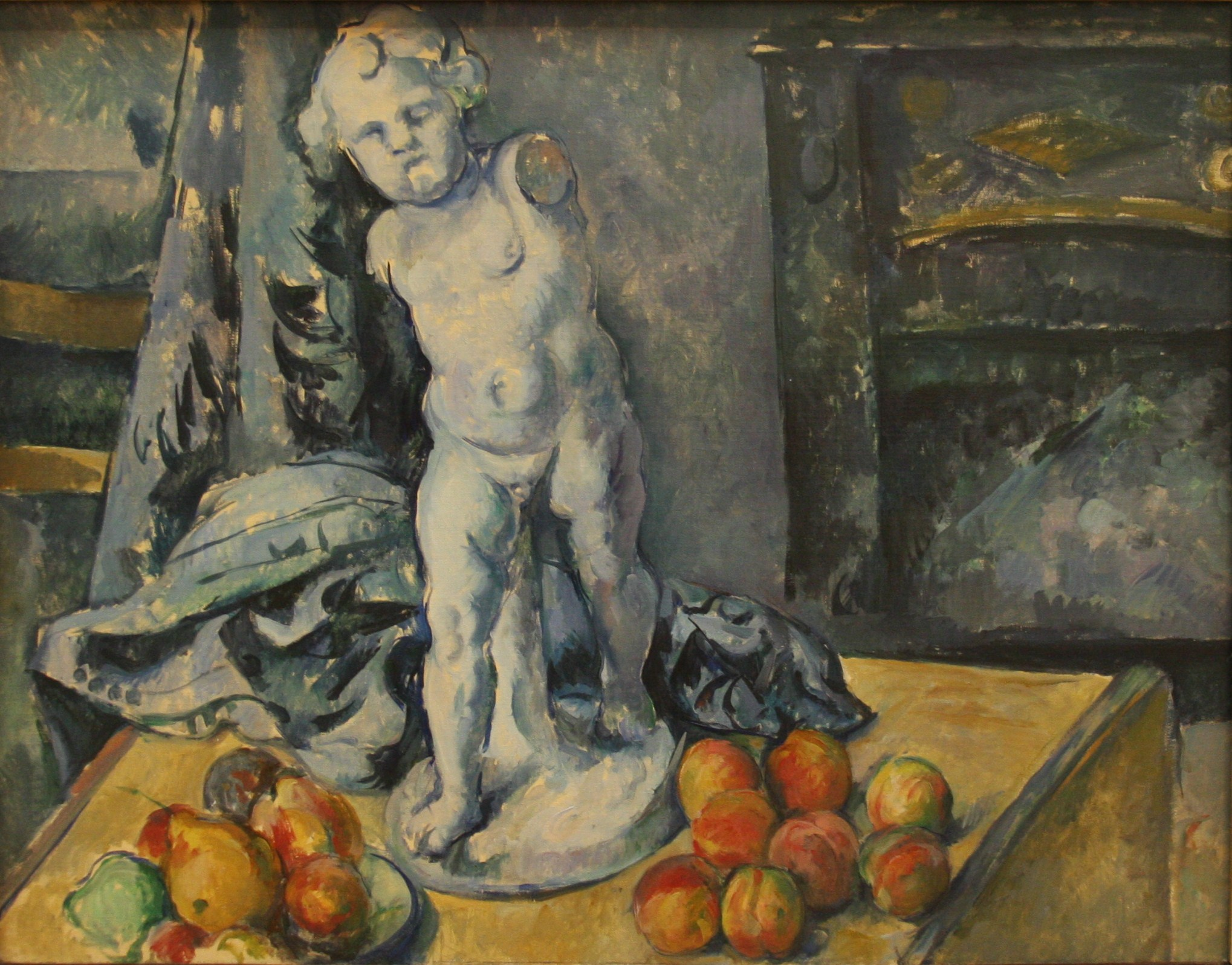
Stilleben med statyett[注釈 12], ポール・セザンヌ (1839-1906)
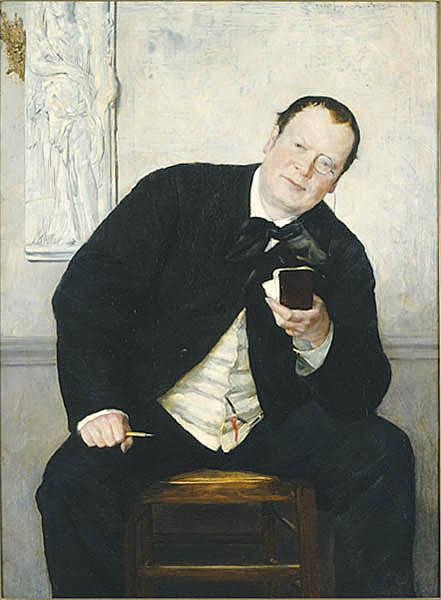
Journalisten Godfrey Renholm 1880, アーンシュト・ユーセフソン (1851-1906)
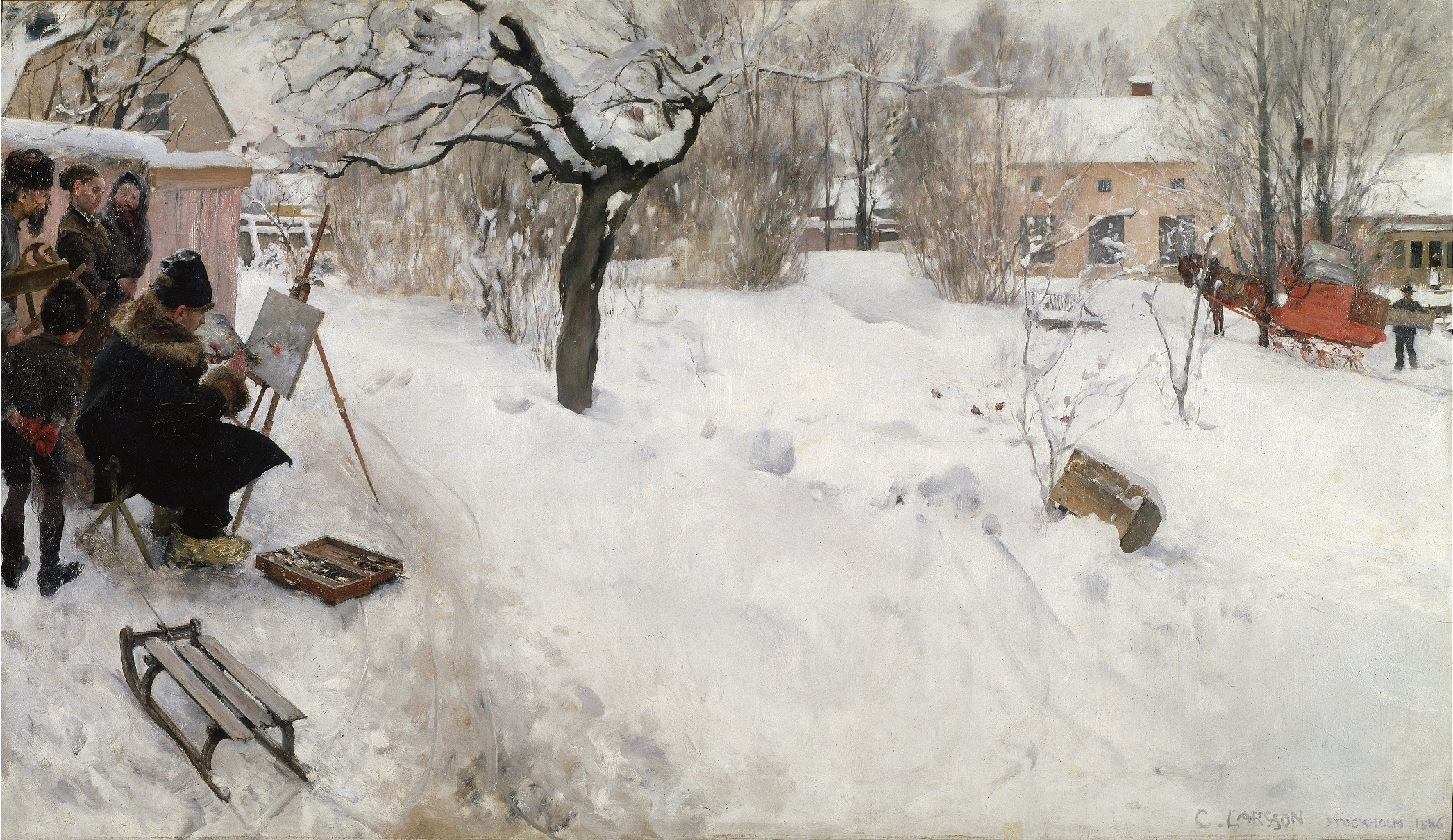
Friluftsmålaren. Vintermotiv från Åsögatan 145, Stockholm[注釈 13] 1886, カール・ラーション (1853-1919)
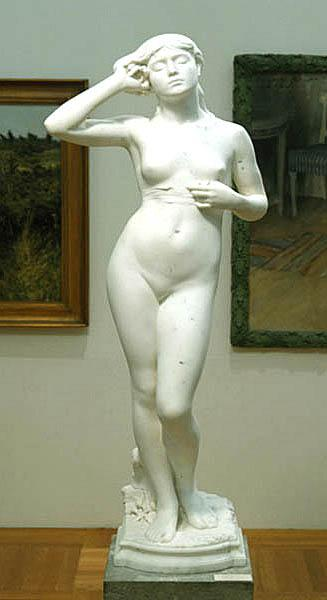
Snöklockan 1883, Per Hasselberg (1849-1894)
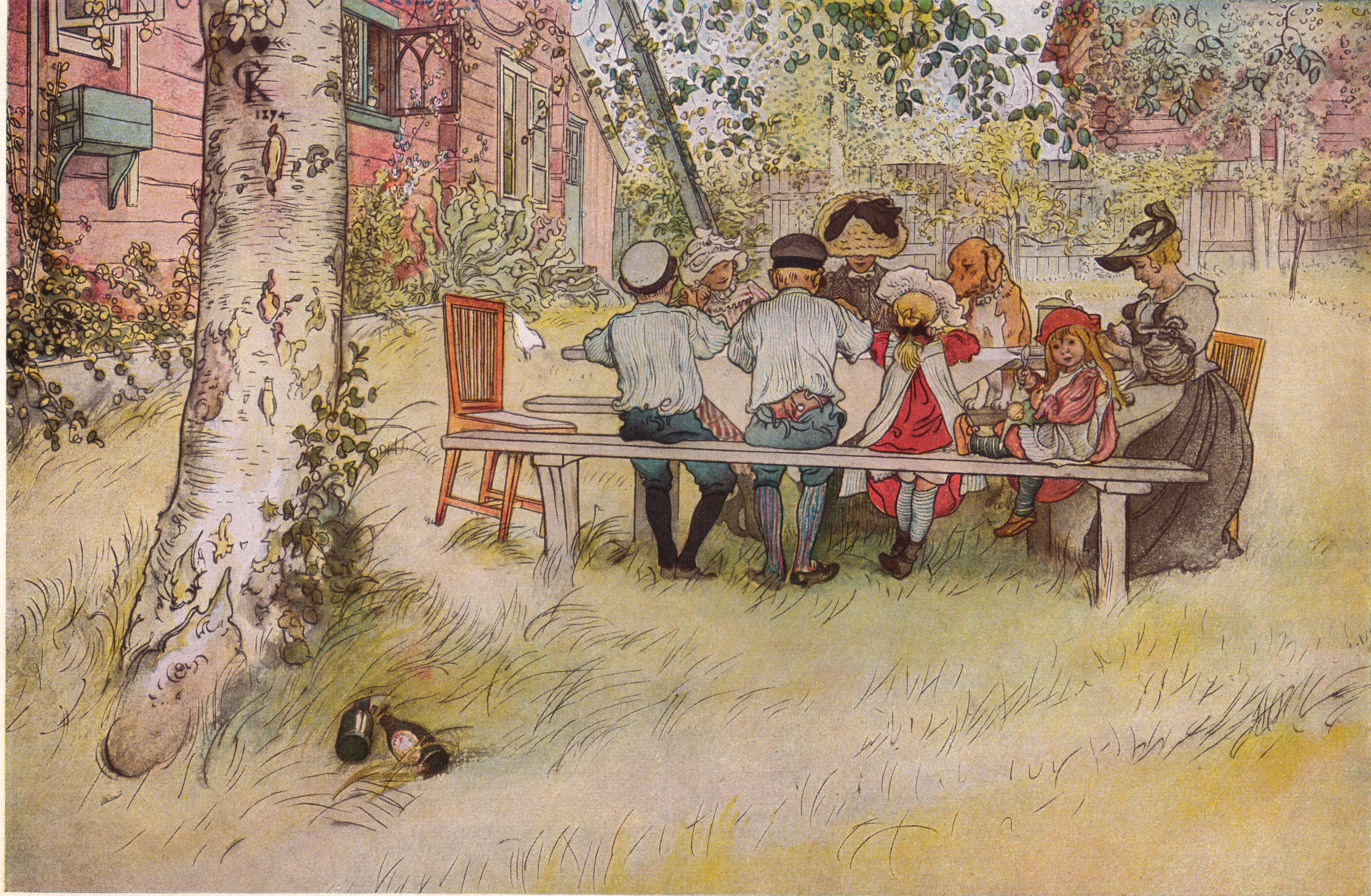
Frukost under stora björken (ur Ett hem), カール・ラーション (1853-1919)
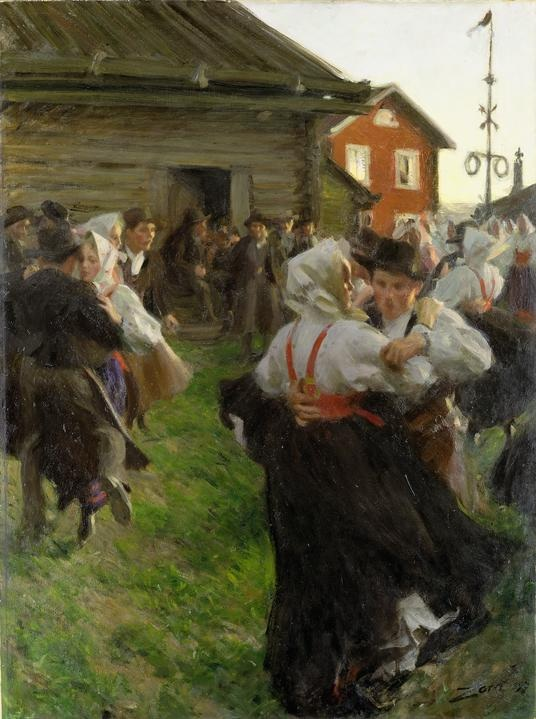
Midsommardans 1897, アンデシュ・ソーン (1860-1920)
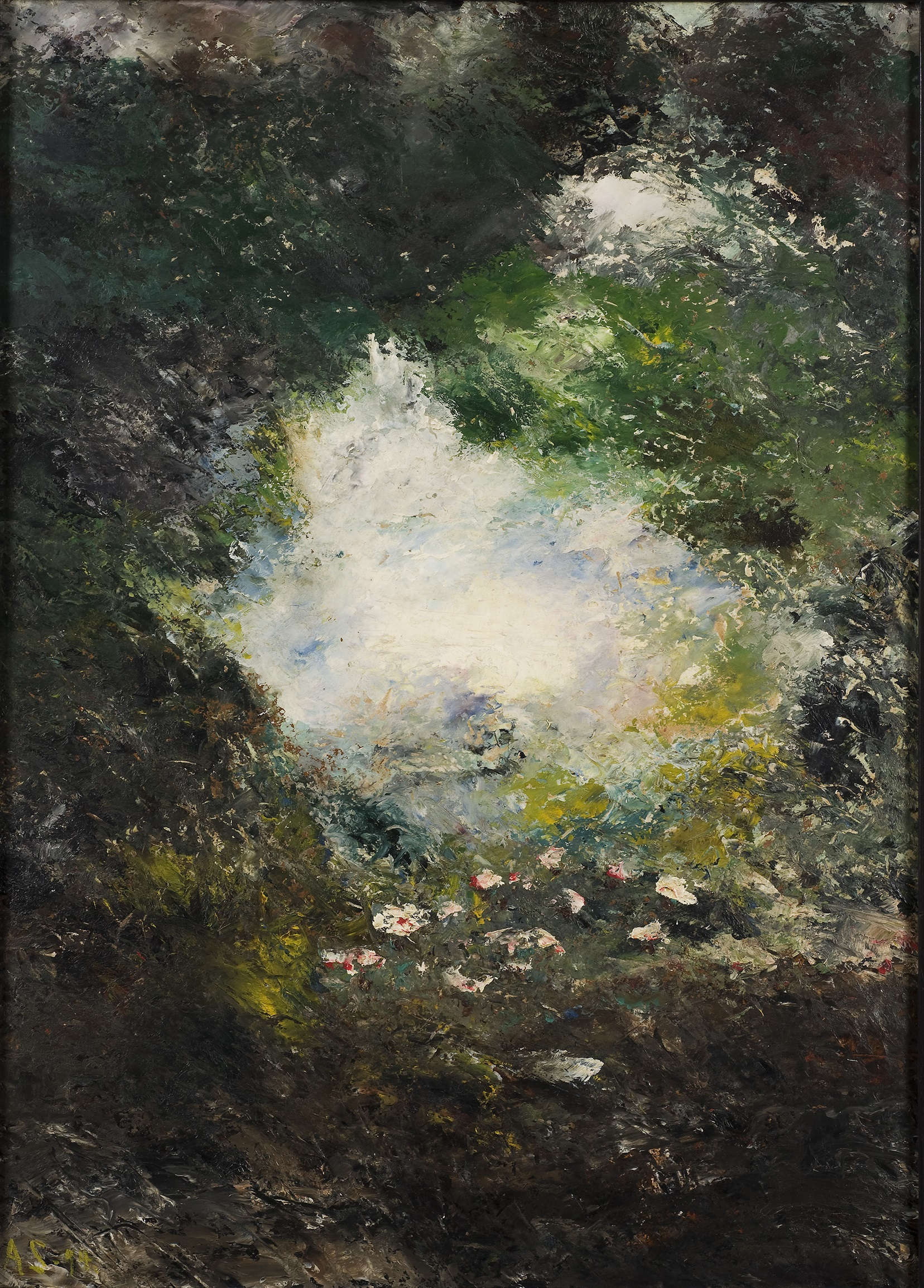
Underlandet 1894, ストリンドベリ (1849-1912)
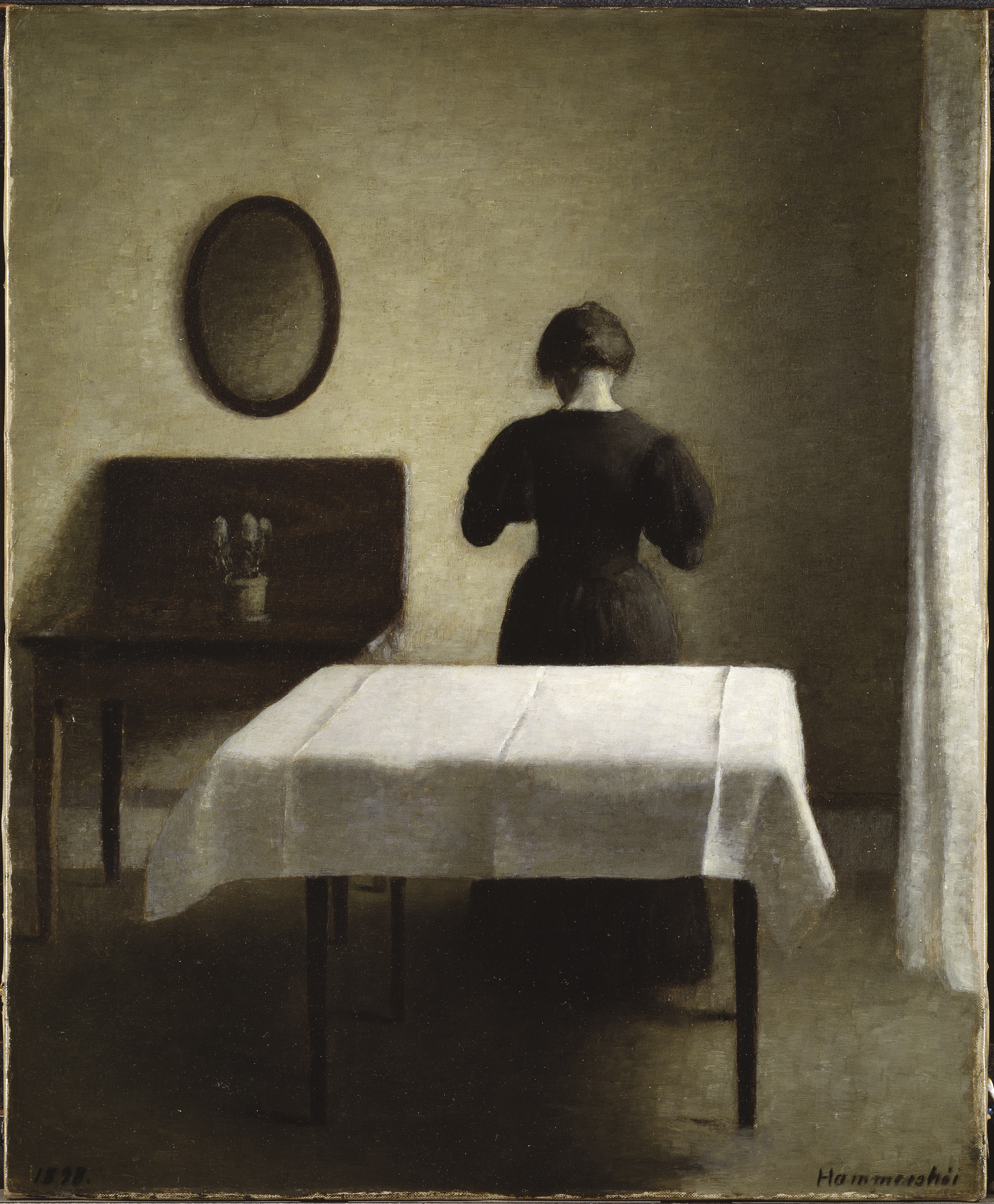
Interiör 1898, ヴィルヘルム・ハンマースホイ (1864-1916)
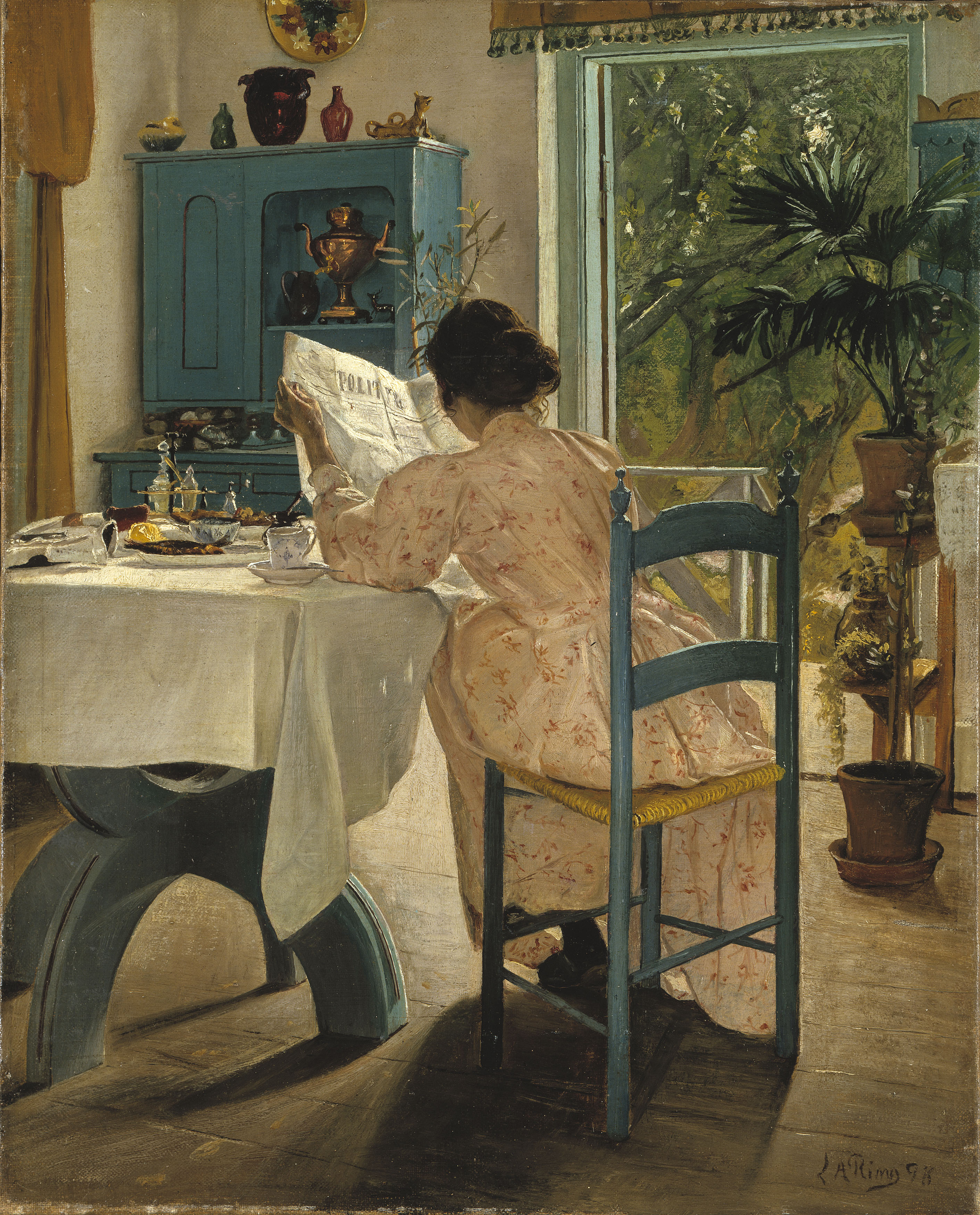
Vid frukostbordet 1898, Laurits Andersen Ring (1854-1933)
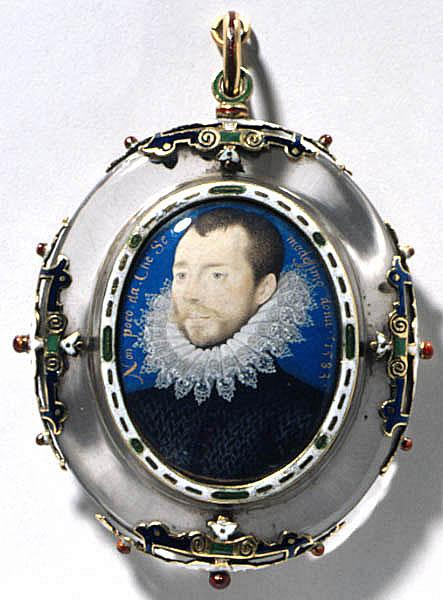
Adelsman, Nicholas Hilliard (1574-1619)
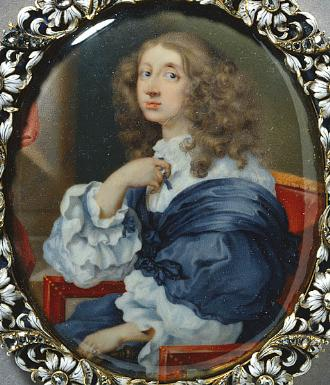
Kristina, drottning av Sverige, Pierre Signac (1623-1684)
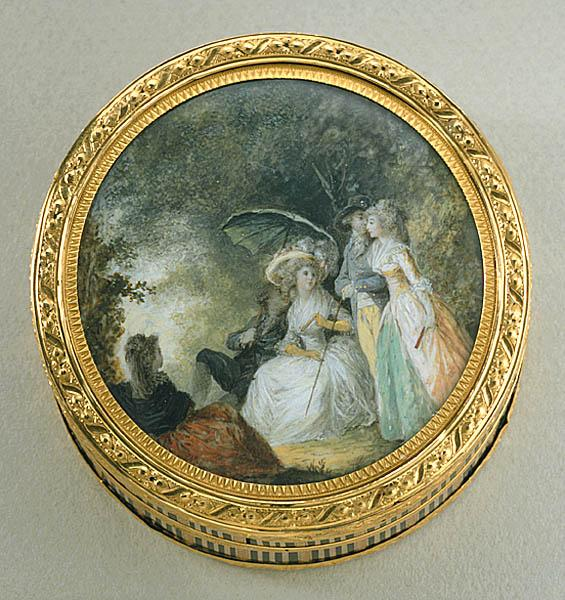
Sällskap i park, Niclas Lafrensen d.y. (1737-1807)
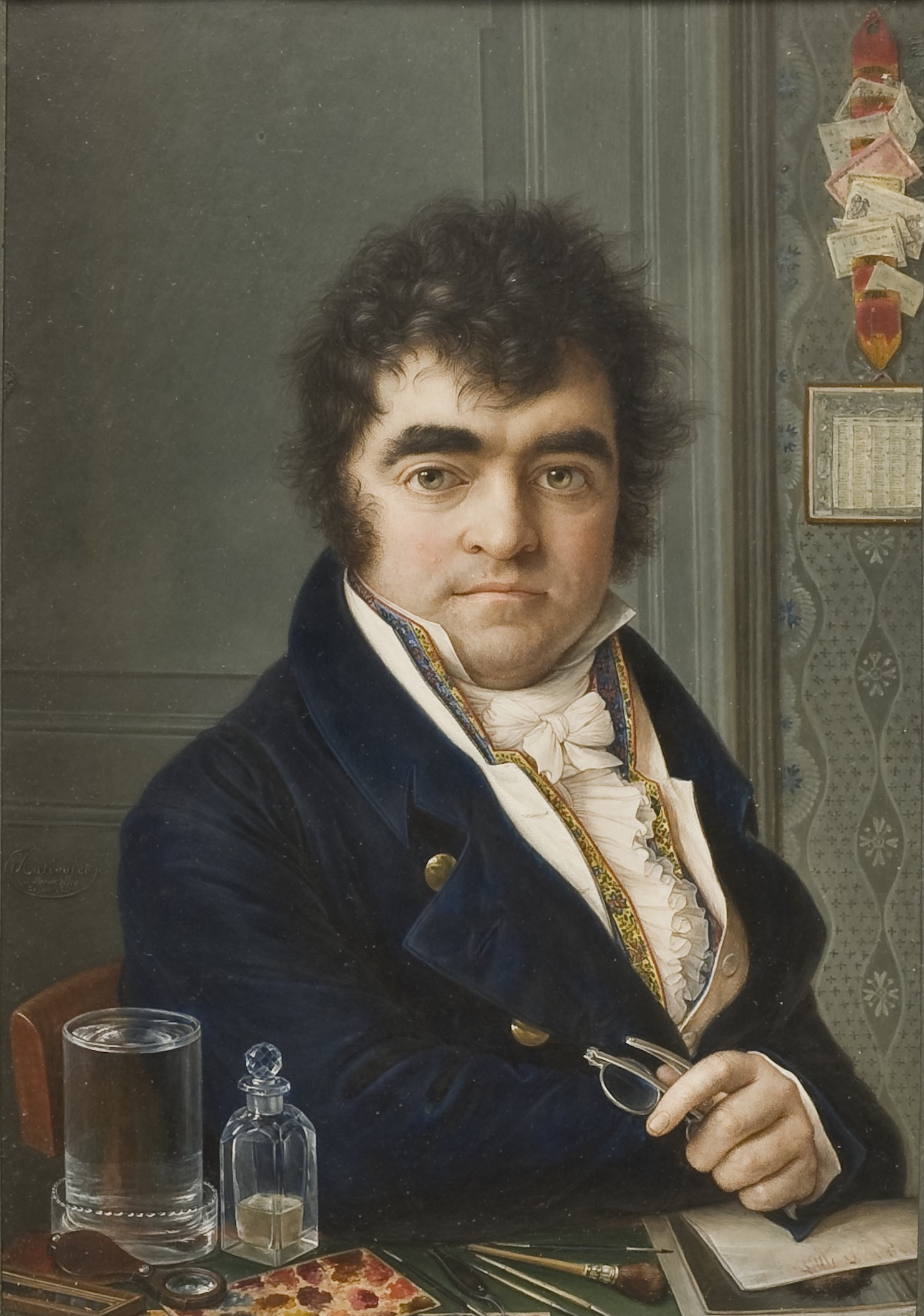
Självporträtt 1817, Louis Marie Autissier (1772-1830)
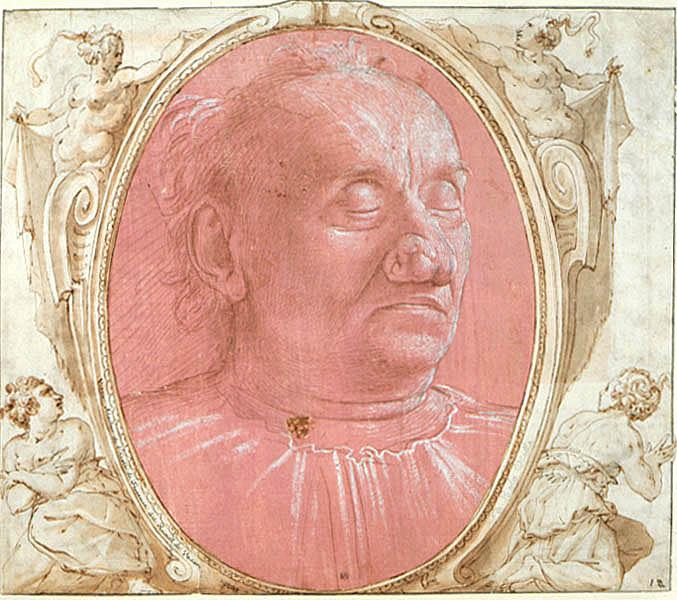
Porträtt av en gammal man, ドメニコ・ギルランダイオ (1449-1494)
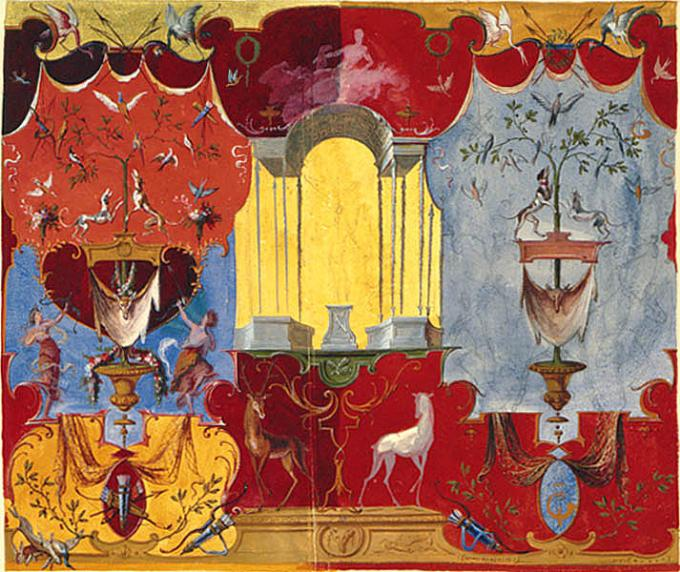
Förslag till dekorativ utsmyckning ca 1709, Claude Audran III (1658-1734)
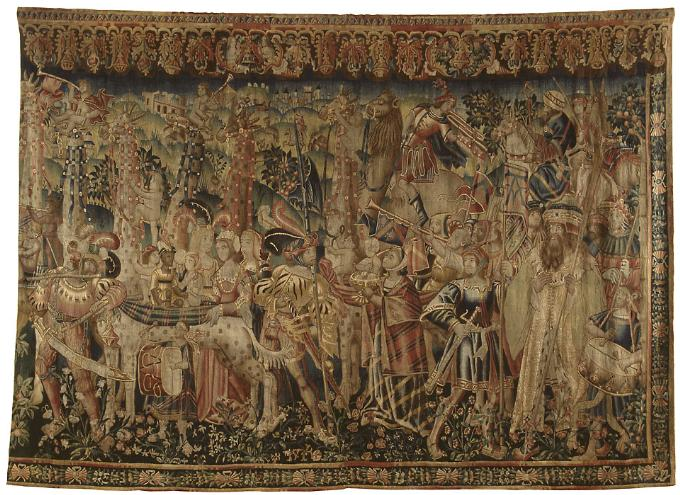
Vasco da Gamas återkomst, tapet utförd 1525
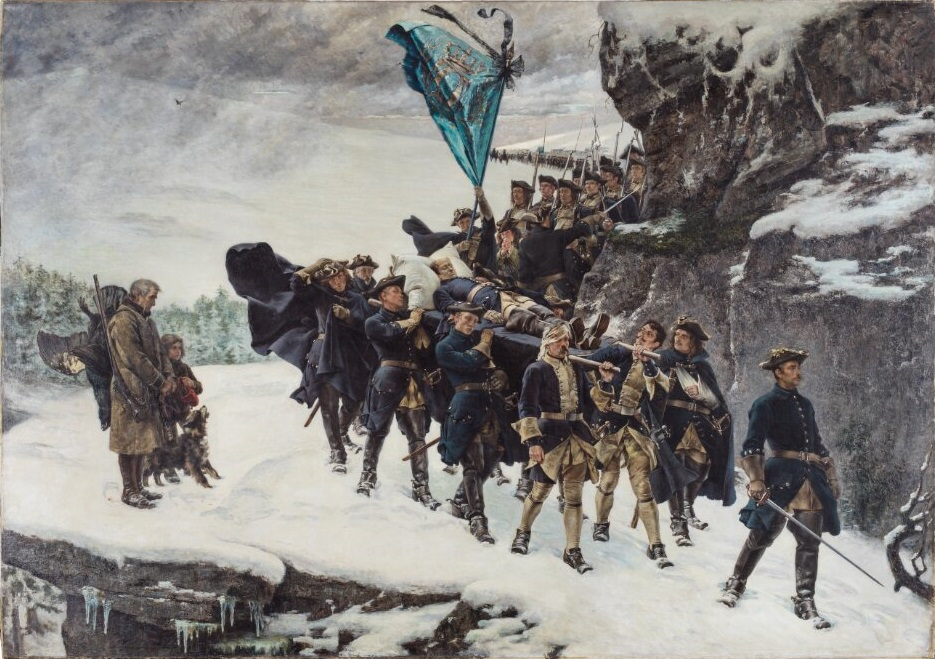
グスタヴ・セーデルストレム作『カール12世の葬送』（Karl XII:s likfärd）

- Gustav Vasas intåg i Stockholm 1523 1908, 
 Carl Larsson (1853-1919)
- Midvinterblot 1915, Carl Larsson (1853-1919)

## 脚注

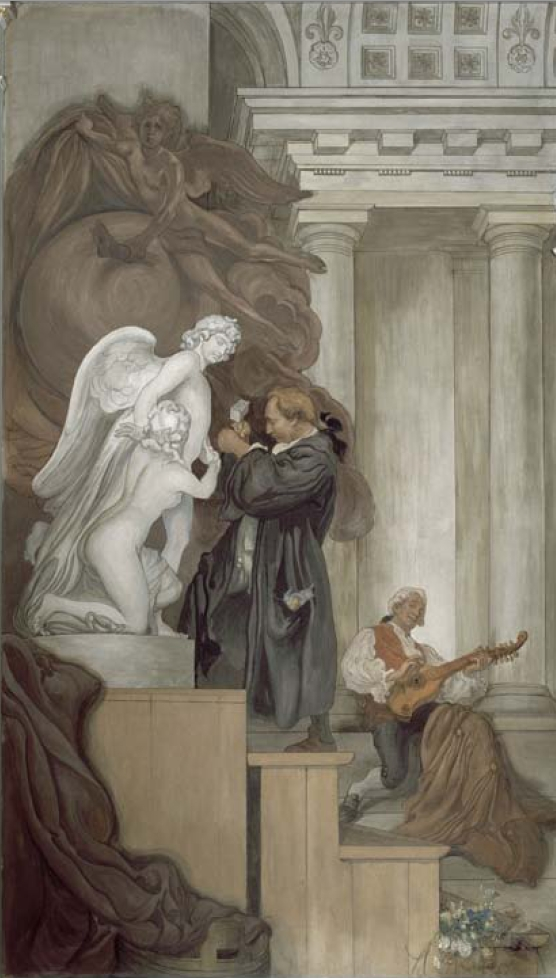
正面入り口のホールの壁には、スウェーデンの画家カール・ラーションによって6枚のフレスコ画が描かれている。その『スウェーデン美術の歴史』の1枚、彫刻家ユーハン・トービアス・セルゲルと彼のアトリエ。

## 関連項目

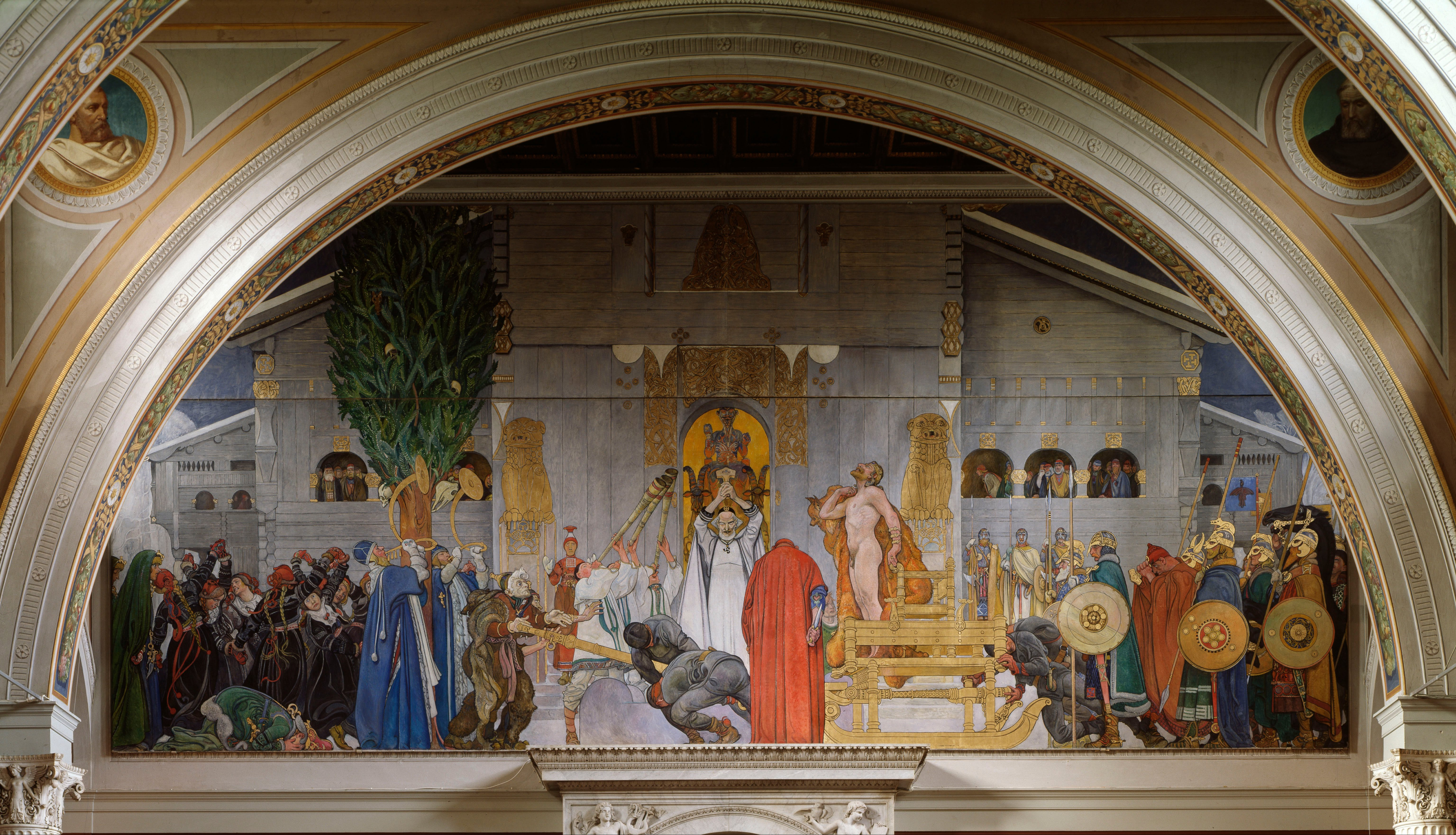
階段ホールに展示されている、カール・ラーションによる『冬至の生贄』。

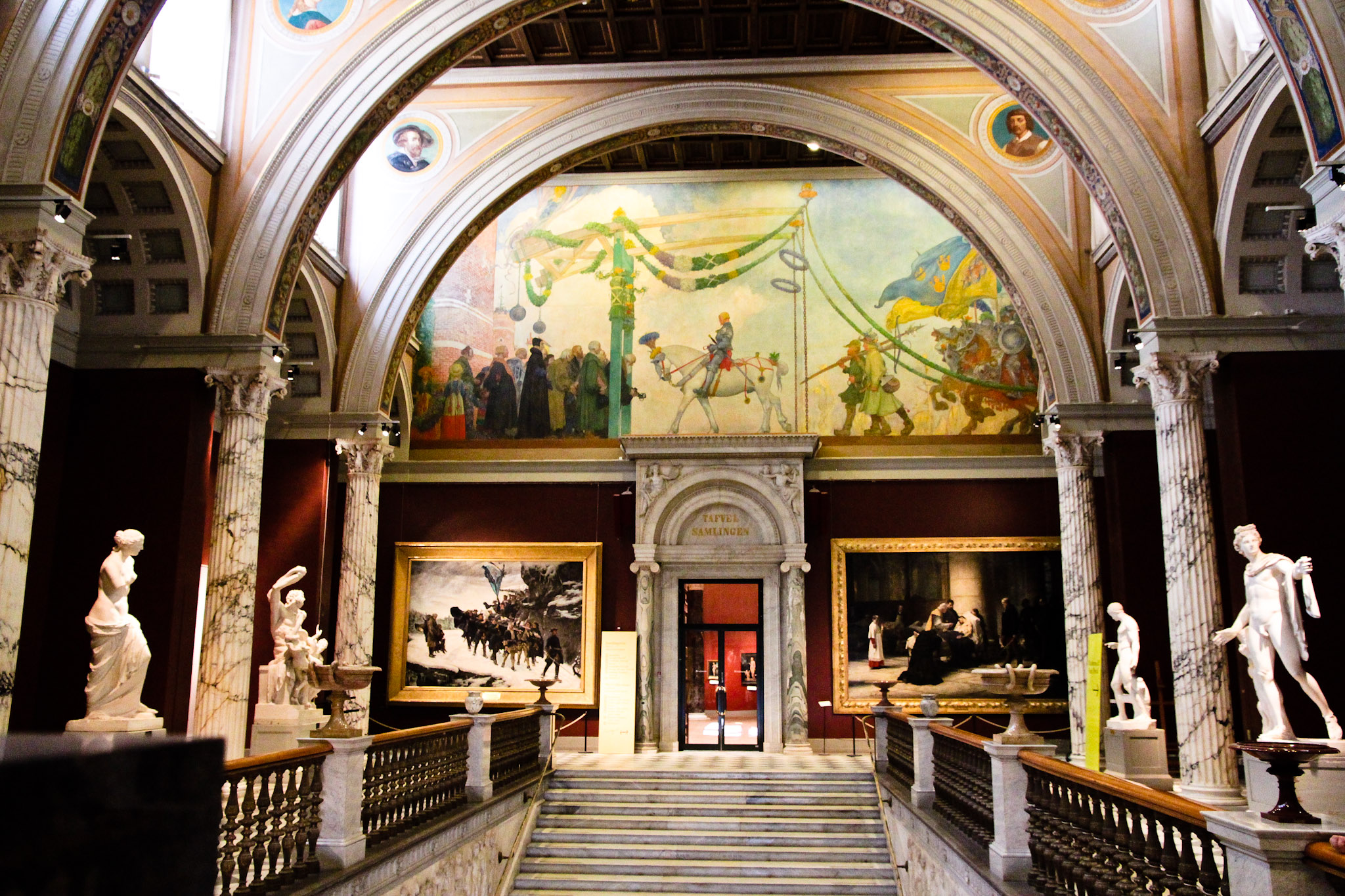
『冬至の生贄』とは階段をはさんで向かい合って展示されている、同じくラーションの『グスタヴ・ヴァーサのストックホルム入城』。